# ユニオン・プレイス
ユニオン・プレイス（英語: Union Place）は、スリランカの都市コロンボ市内の地区。コロンボの中心地であるフォートから1キロメートル南東に位置する。

## 人口動態
ユニオン・プレイスは多民族・他宗教の地区である。居住する主要民族はシンハラ人とスリランカ・タミルである。また、バーガー人やスリランカ・ムーアも居住している。また、住民が信じている宗教も仏教、ヒンドゥー教、イスラム教、キリスト教やその他の宗教も含めて多様である。

## 在外公館
- オーストラリア高等弁務官事務所
- ブータン名誉領事館
- ナミビア名誉領事館
- ウルグアイ名誉領事館
- チュニジア名誉領事館
- クロアチア名誉領事館
- チェコ名誉領事館